# Berner Tramway-Gesellschaft (2001)

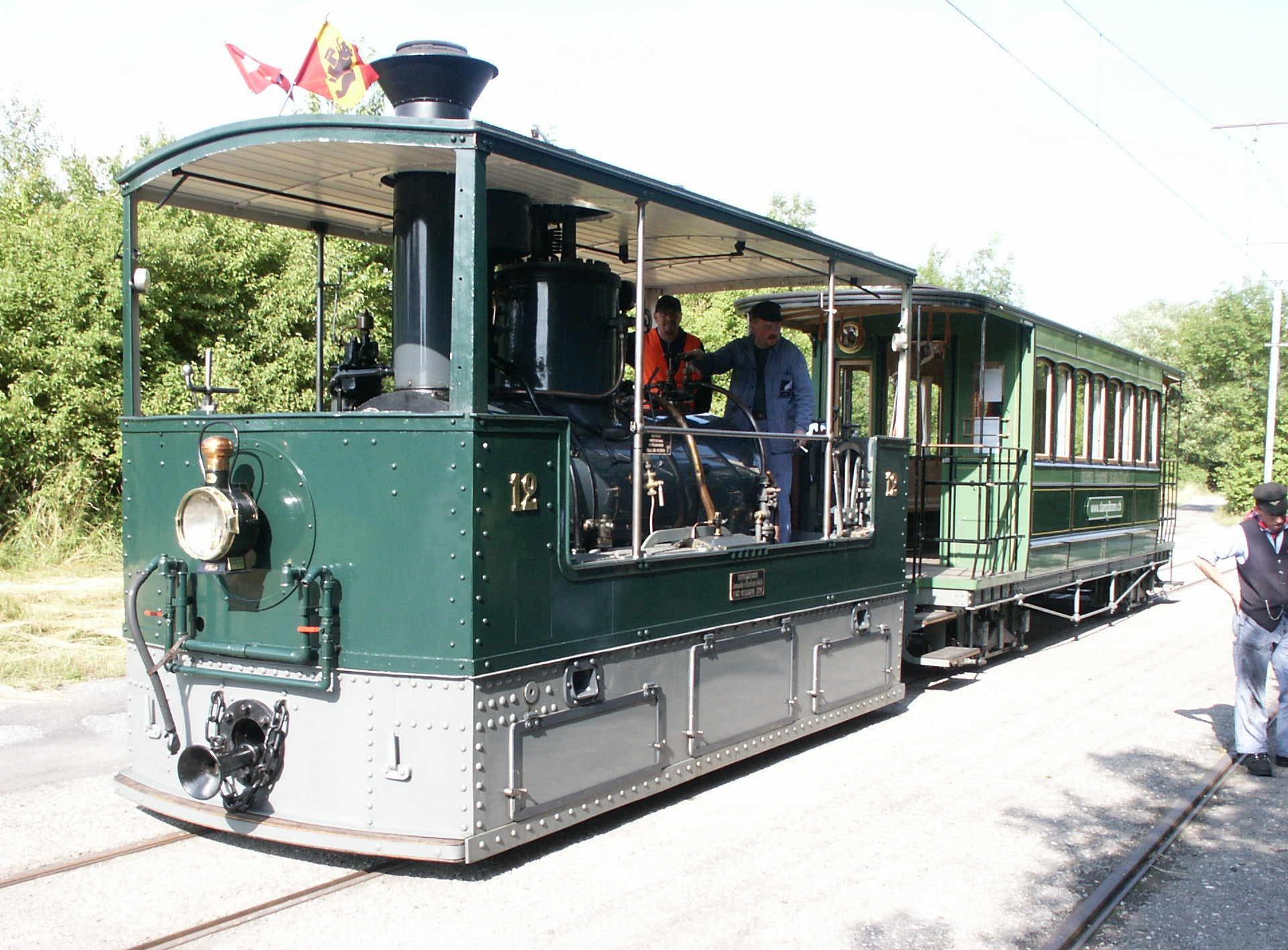
Die Komposition der Berner Tramway-Gesellschaft

Die Berner Tramway-Gesellschaft, abgekürzt BTG, war eine Aktiengesellschaft, welche auf dem Netz der Strassenbahn Bern zwischen 2001 und 2018 ein historisches Dampftram betrieb. Das Verkehrsunternehmen ist nicht zu verwechseln mit der ursprünglichen Berner Tramway-Gesellschaft von 1888. Die Gründung erfolgte, um die durch den Tramverein Bern (TVB) begonnene Restaurierung der Dampftramlokomotive G 3/3 12 abschliessen zu können. Zusätzlich entstand der Nachbau eines zeitgenössischen Anhängers. Ausserdem arbeitete die BTG an einem Neubau einer Druckluft-Strassenbahn nach historischem Vorbild, der eingestellt wurde.

## Geschichte
Die Rechtsform einer Aktiengesellschaft wurde gewählt, um an die fehlenden finanziellen Mittel zu kommen und die stockenden Arbeiten fortsetzen zu können. Dies gelang schliesslich 2002, als das Berner Dampftram – nicht zu verwechseln mit dem historischen Berner Dampftram im Verkehrshaus Luzern – in Betrieb ging. Die Berner Tramway-Gesellschaft wurde von der Verkehrsgesellschaft Bernmobil unterstützt. Die entsprechenden Reparatur-, Restaurierungs- und Neubauaktivitäten konnten deshalb in den Werkstätten des Depots Eigerplatz durchgeführt werden. Das Aktienkapital von 100'000.- Schweizer Franken befand sich überwiegend im Besitz von Bernmobil (15'000.-) und dem Tramverein Bern (10'000.-). Der Rest war im Streubesitz einzelner Personen, wobei der Hauptanteil auf drei Privatpersonen im Verwaltungsrat entfiel. Dieser bestand aus dem Direktor von Bernmobil und aus einem Vertreter des Tramvereins Bern. Die Aktionäre profitierten alljährlich von einer kostenlosen Mitfahrmöglichkeit und zahlten im Gegenzug keine Mitgliedsbeiträge in die Vereinskasse. Direkte Folge dieser durch die Aktiengesellschaft bedingten Nachteile war die Gründung des Vereins Freunde des Berner Dampftrams am 1. Juni 2005. Im Zuge der Gründung der Stiftung Bernmobil historique Anfang 2018 wurde die Betriebsführung vollumfänglich abgetreten. Die Aktionäre der BTG haben deshalb am 2. Mai 2018 die Auflösung und die Liquidation der Gesellschaft beschlossen.

## Projekt Lufttram
2005 lancierte die BTG ein Luft für das Berner Tram genanntes Projekt und begann mit dem Nachbau einer Druckluftstrassenbahn von 1890, die Inbetriebnahme war ursprünglich für Frühjahr 2011 geplant. Derzeit existiert weltweit nur eine weitere Druckluftstraßenbahn in Nantes, Frankreich. Das Projekt Luft für das Berner Tram wurde durch Sponsoren, Spendengelder und durch den neu gegründeten Club 1890 finanziert, während das Aktienkapital der BTG nicht erhöht wurde. Die Zeitung Der Bund berichtete am 3. November 2011, dass das Projekt eingestellt wurde. Das Fahrzeug hätte als Neufahrzeug gegolten, was für den Betrieb eine Zulassung gemäss den heutigen Regeln der Technik erfordert hätte. Da die aktuellen Anforderungen von dem historischen Nachbau nicht erfüllt werden konnten, musste das Projekt aufgegeben werden. Der bereits begonnene Wagenkasten wurde dem Verkehrshaus übergeben.

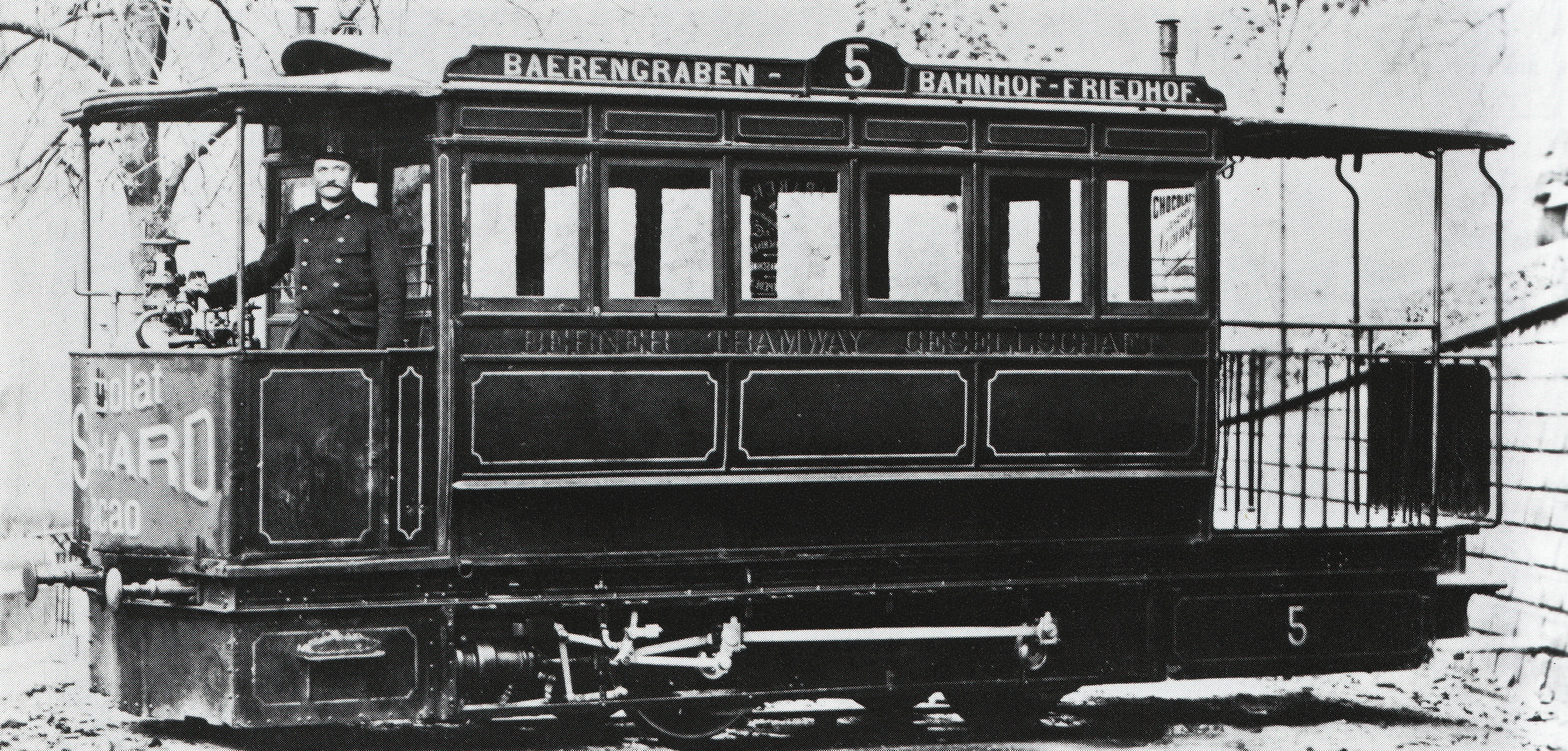
Berner Lufttram Nr. 5
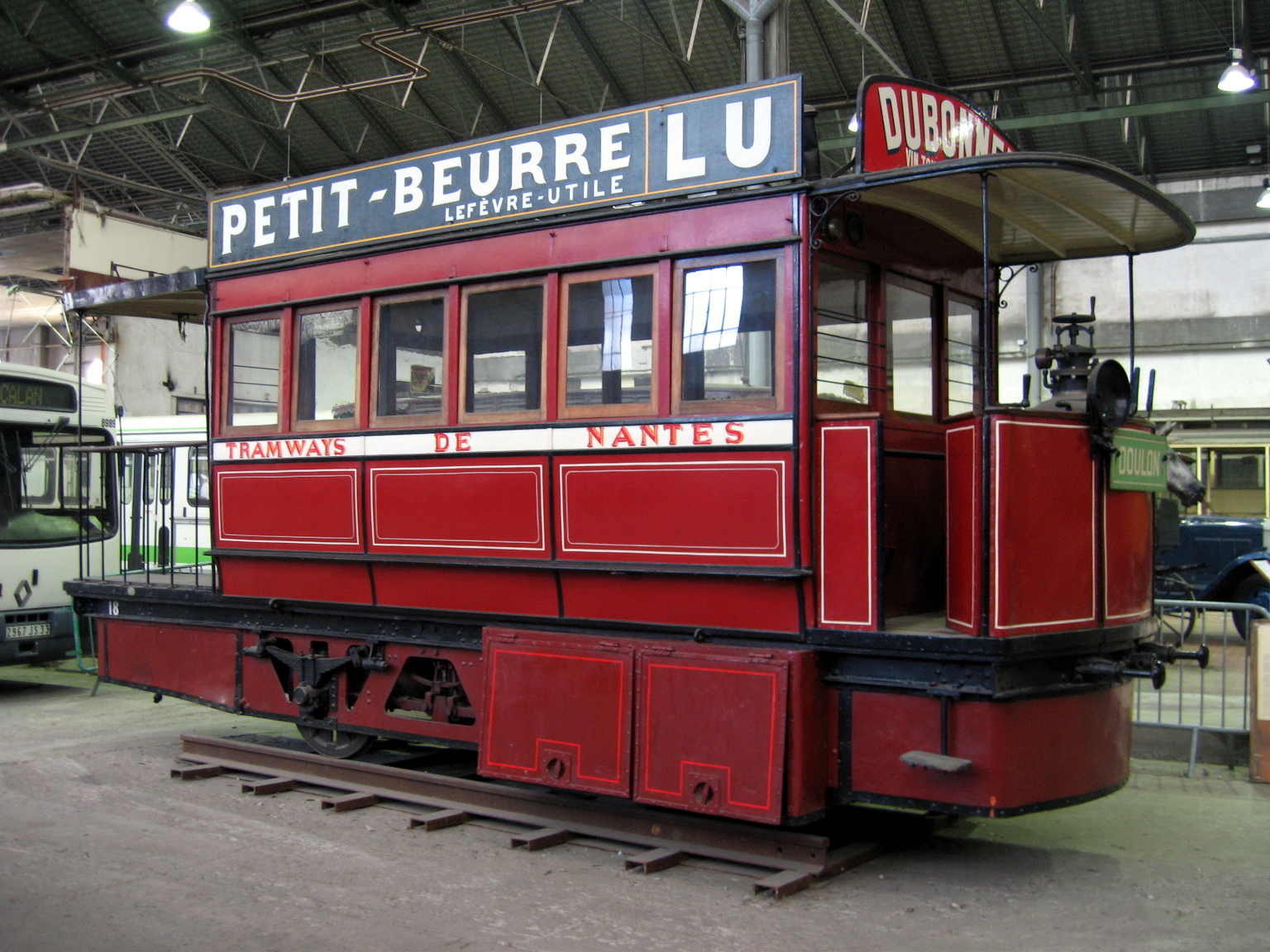
Lufttram in Nantes

## Fahrzeuge
| Beschreibung                                               | Bezeichnung | Nummer | Baujahr | Hersteller | Eigentümer | Standort          |
| ---------------------------------------------------------- | ----------- | ------ | ------- | ---------- | ---------- | ----------------- |
| Kastenlokomotive                                           | G 3/3       | 12     | 1894    | SLM        | Technorama | Bern, Eigerplatz  |
| Anhänger, Nachbau                                          | C4          | 31     | 2002    | SLM        | BTG        | Bern, Eigerplatz  |
| Offener Güterwagen, 2004 von der Trogenerbahn übernommen   | L           | 45     | 1903    | SIG        | BTG        | Bern, Burgernziel |
| Gedeckter Güterwagen, 2007 von der Trogenerbahn übernommen | K           | 35     | 1930    | TB         | BTG        | Bern, Burgernziel |